# JTA Skyway

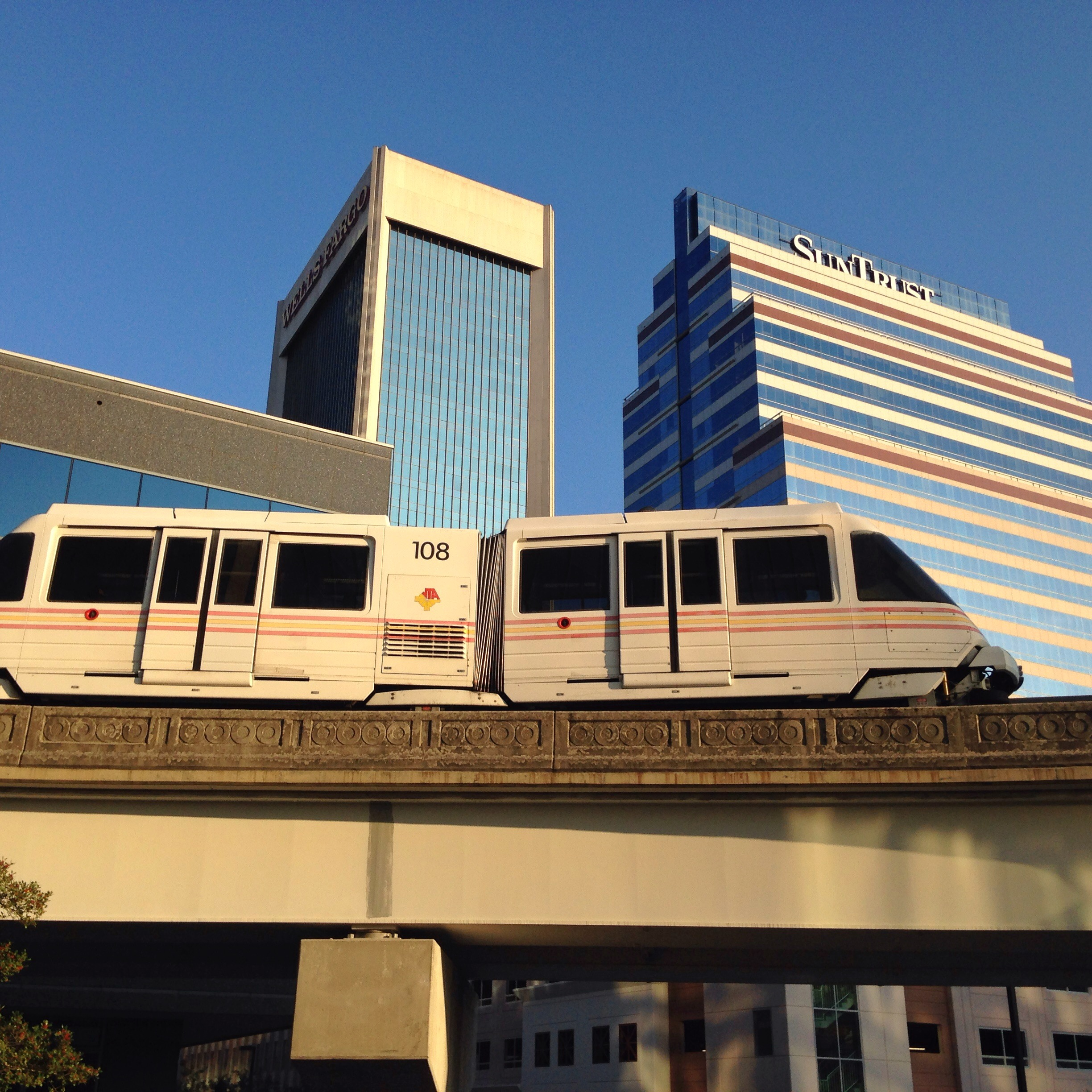
Pociąg JTA Skyway

JTA Skyway – mała kolej automatyczna w Jacksonville na Florydzie, w Stanach Zjednoczonych. Obsługiwana jest przez Jacksonville Transportation Authority. System składa się z toru o długości 4 km, w tym przez Acosta Bridge nad rzeką St. Johns, która dzieli centrum Jacksonville. Każdy pociąg jest wspomagany przez ATC (Automatic Train Control) i może mieć od dwóch do sześciu wagonów. Prędkość, z jaką porusza się pociąg, wynosi 56 km/h. Koszt przejazdu między jedną z ośmiu stacji wynosi 50 centów.